# Snape (Band)

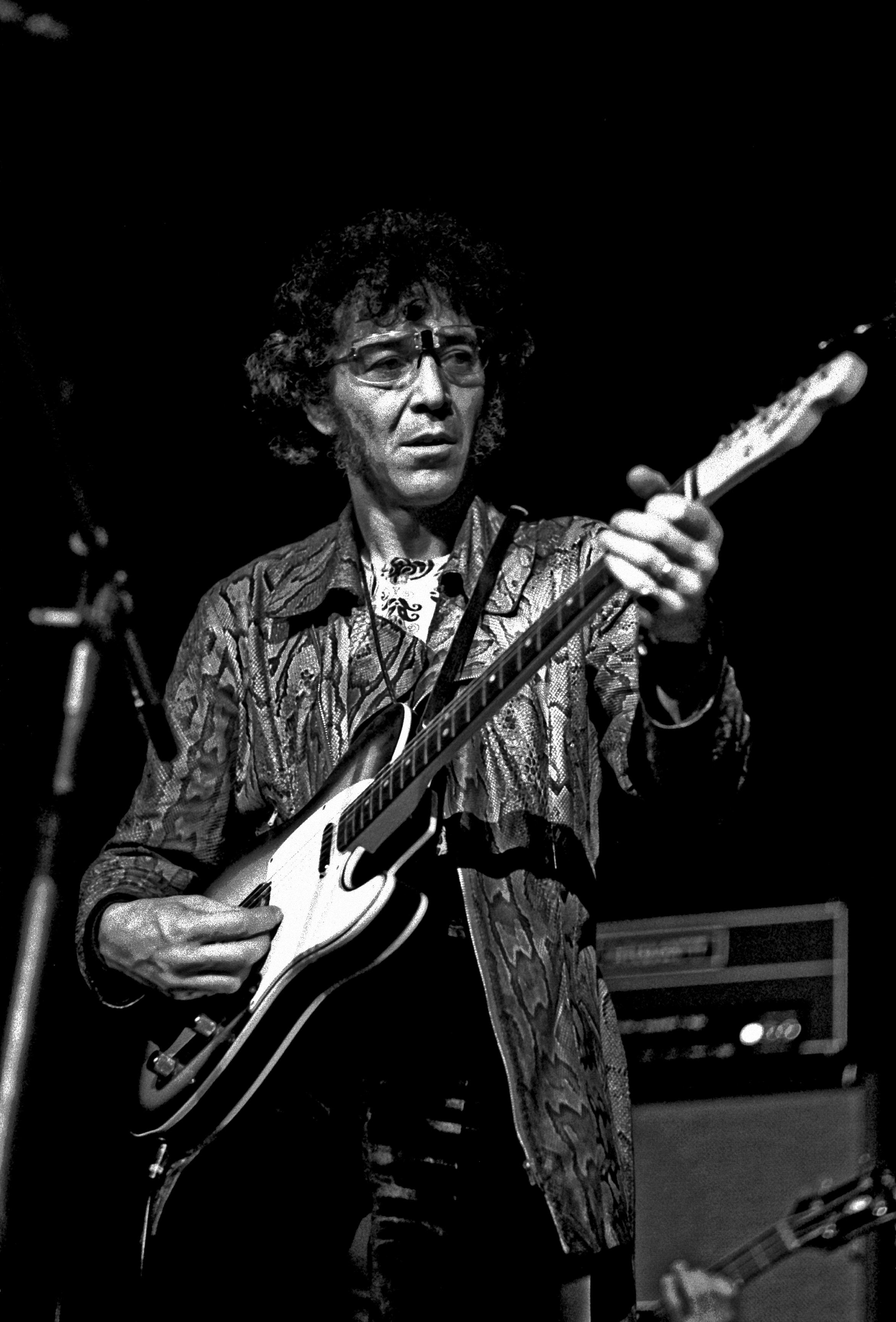
Korner 1972 bei Snape

Snape war der Name einer multinationalen Bluesrockband um Bluesveteran Alexis Korner und seinen Kollegen Peter Thorup, die von 1972 bis 1973 bestand.

## Geschichte
Steve Marriott, seinerzeit bei Humble Pie, lud Alexis Korner und Peter Thorup auf eine Tour durch die USA ein. Sie spielten zu dieser Zeit zusammen mit ihrer Big Band CCS und sollten der Opener für Humble Pie sein. Zur gleichen Zeit war auch Robert Fripps King Crimson auf Tour durch die USA. In Virginia kam der King-Crimson-Schlagzeuger Ian Wallace zu ihnen auf die Bühne und spielte mit ihnen. Ian Wallace stellte Korner seine beiden Bandkollegen Mel Collins und Boz Burrell vor. Damit war Snape gegründet und King Crimson musste neu besetzt werden.
Accidentally Born In New Orleans und einige Singles wurden eingespielt, außerdem erschien das Livealbum Live in Germany. Es gab mehrere Liveauftritte bei der BBC, doch nach nur kurzer Zeit trennte sich die Band wieder. Abgesehen von Rocket 88, bei der Korner 1979–1984 spielte, war dies seine letzte Band, bei Rocket 88 gehörte er nicht zur festen Besetzung.
Boz Burell ging zu Bad Company und Mel Collins wurde ein gefragter Studiomusiker.

## Diskografie
- 1972 – Accidently Born in New Orleans
- 1972 – Live in Germany